# Russischer Friedhof Ludwigstal
Koordinaten: 51° 24′ 13,5″ N, 7° 12′ 36,8″ O

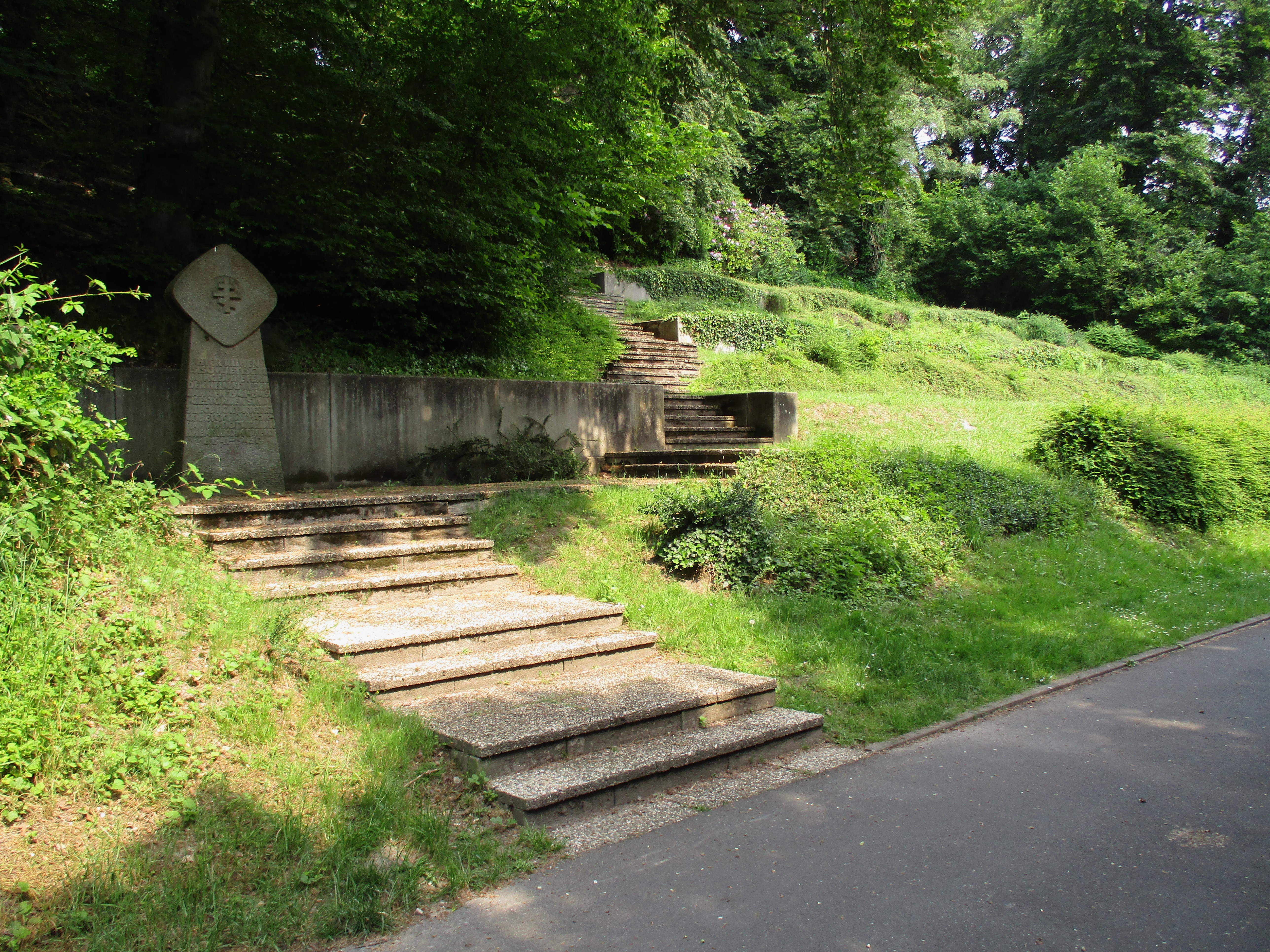
Russischer Friedhof Ludwigstal

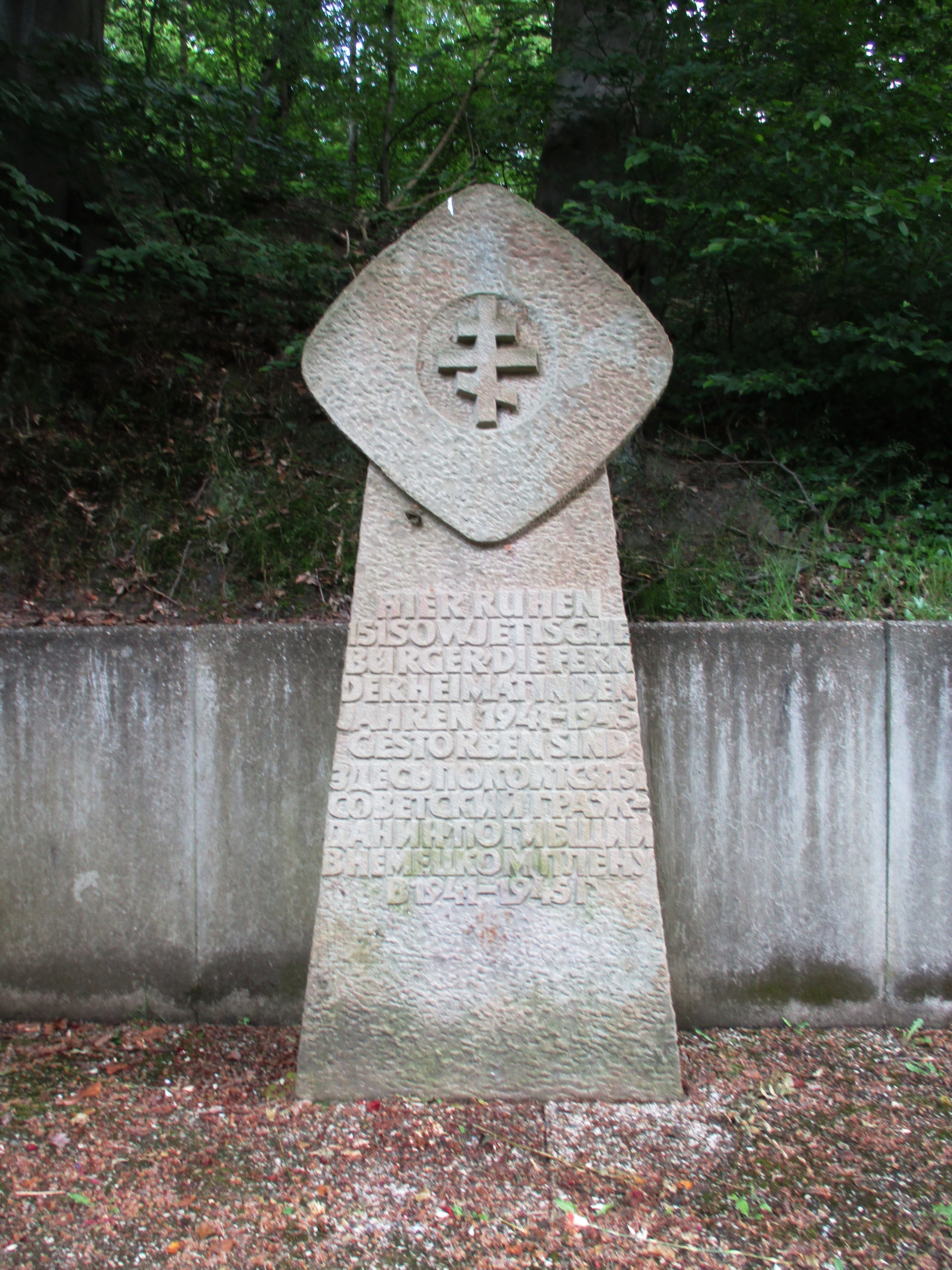
Denkmal am Eingang

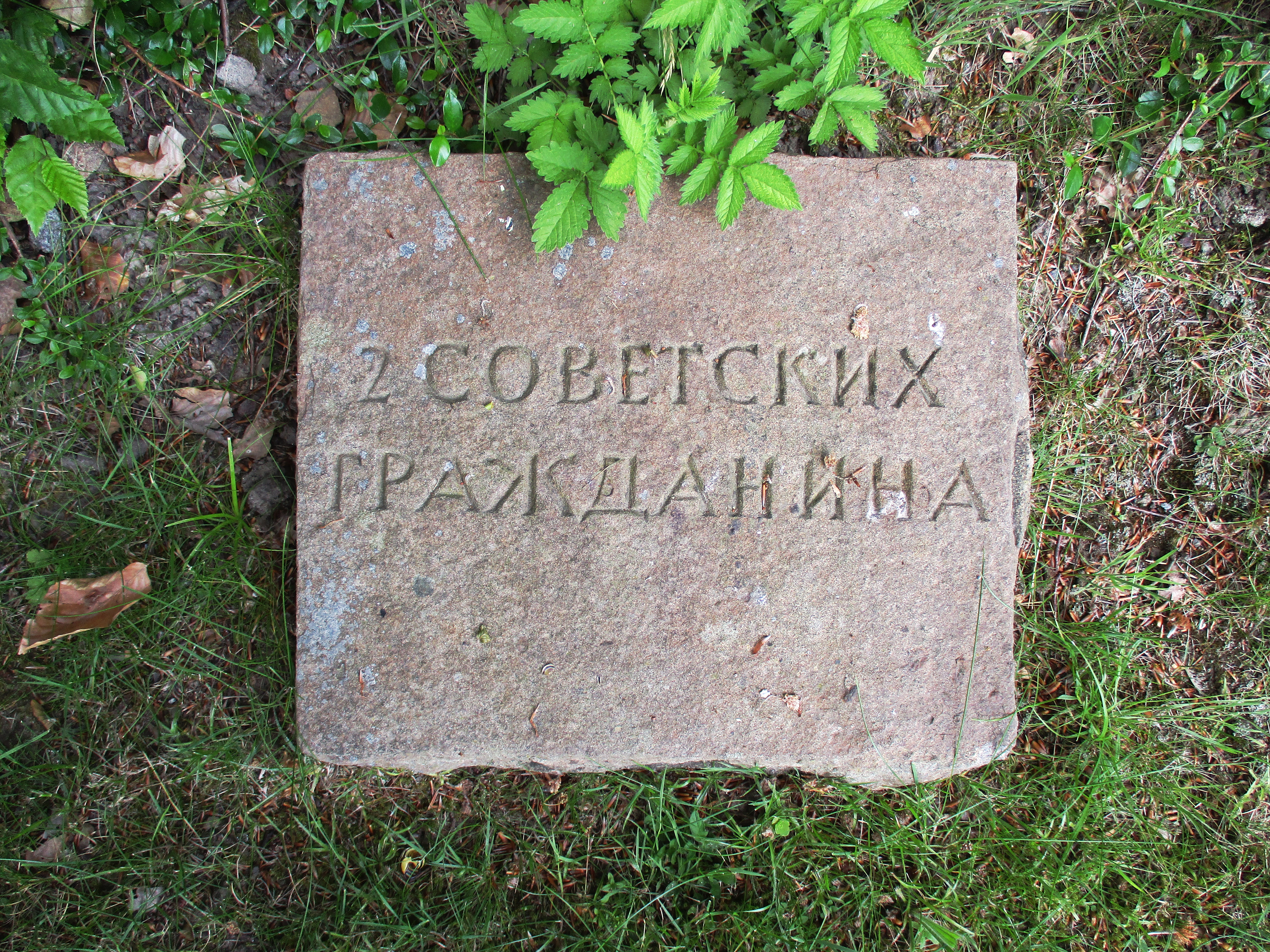
Grabstein für zwei unbekannte Sowjetbürger

Der Russische Friedhof Ludwigstal ist ein sowjetischer Ehrenfriedhof in Hattingen-Blankenstein an der Straße Zur Maasbeck bei Welper. Auf ihm sind ausschließlich Tote aus dem Zweiten Weltkrieg bestattet. Von den 155 Grabstellen gehören 151 russischen Kriegsgefangenen. Ein Ehrenmal am Eingang des Friedhofs erinnert an die Opfer der Zwangsarbeit in Hattingen.

## Ort
Der Russische Friedhof Ludwigstal, oft auch Sowjetischer Ehrenfriedhof genannt, befindet sich etwas abgelegen im Tal des Sprockhöveler Bachs. Nicht weit davon entfernt sind das Gewerbegebiet Ludwigstal und das Naturschutzgebiet Maasbecke. Er hat eine Fläche von etwa 800 m² und ist terrassenförmig im Hang eingebettet. In jeder der sieben Grabreihen liegen 10 bis 11 Grabplatten. Zwei Tote teilen sich jeweils eine Grabplatte. Einige Grabsteine sind stark verwittert und unleserlich. 92 Namen sowjetischer Staatsbürger sind bekannt. Viele wurden jedoch namenlos begraben. Die ältesten erhaltenen Grabplatten sind von 1943, die letzten Bestattungen fanden 1945 statt.
Auf dem Friedhof stehen zwei Denkmäler. Das am Eingang ist auf Deutsch verfasst und erinnert an die 151 sowjetischen Bürger, die fern der Heimat, in den Jahren 1941 – 1945 gestorben sind. Am oberen Ende der Treppe ist eines mit kyrillischer Inschrift. Der Text lautet übersetzt: Denkmal für die russischen Gefallenen der faschistischen Unmenschen – Jahr 1945.
Am Volkstrauertag wird vom Ortsvorsteher ein Kranz niedergelegt. Am Antikriegstag (1. September) legen Gewerkschaftsvertreter einen Kranz nieder.

## Geschichte
Die Gründung der Begräbnisstätte am Stadtrand von Hattingen reicht Anfang der 1940er Jahre zurück. Auf ihm begrub man zwischen 1941 und 1945 die Ostarbeiter aus dem Wohnlager Welper, einer Baracken-Stadt mit über 40 Gebäuden, die sich an der heutigen Marxstraße / Friedensstraße befand. Die meisten sowjetischen Zwangsarbeiter kamen aus der Region Donez in der heutigen Ukraine und arbeiteten während den Kriegsjahren in der Henrichshütte. Akten über Fremdarbeiter wurden in der Regel nicht angelegt. Verstorbene Ostarbeiter verscharrte man laut einer behördlichen Anweisung von 1941 „unauffällig und in starkes Papier gewickelt“ in Massengräbern. Anhand von erhaltenen Krankenversicherungsunterlagen der Henrichshütte konnten viele der Toten identifiziert werden. Ein Großteil der Unterlagen wurde jedoch vernichtet.
1964 übernimmt die Gemeinde Welper den sowjetischen Ehrenfriedhof vom Rheinstahl-Konzern, da dieser sich weigerte, weiterhin für die Pflege und Unterhaltung der Grabanlage zu sorgen und das Gelände verwildern ließ. In den Folgejahren wurde der Friedhof ausgebaut und umgestaltet. Am 24. Mai 1972 wurde der Russische Friedhof Ludwigstal offiziell eingeweiht. Mit der Gebietsreform wird er nach Hattingen eingemeindet. Im Budget der Stadt wird der Friedhof eher stiefmütterlich behandelt und seine Pflege beschränkte sich auf das Notwendigste.
1999 wird die deutsche Stiftung der Wirtschaft „Erinnerung, Verantwortung und Zukunft“ ins Leben gerufen. Mit der Entschädigungsdiskussion gerät das Schicksal der sowjetischen Zwangsarbeiter und auch der Russische Ehrenfriedhof wieder in den Fokus. Daraufhin starten das Stadtarchiv und die Hattinger Bürger mit der Nachforschung und Dokumentation der düsteren Vergangenheit. Seit 2004 beteiligt sich daran auch die Städtische Gesamtschule Hattingen und gründet ein Patenschaftsprogramm für den Ehrenfriedhof für russische Zwangsarbeiter in Hattingen. In Absprache mit den Stadtbetrieben helfen die Schüler bei der Pflege der Begräbnisstätte.
2020 konnte für die Denkmalpflege der Stadt Hattingen ein zusätzlicher Betrag geltend gemacht werden. Der Russische Friedhof Ludwigstal ist als Mahnmal darin berücksichtigt.